# Aníbal Moreno
Pour les articles homonymes, voir Moreno.
Aníbal Moreno est un footballeur argentin né le 13 mai 1999 à Catamarca. Il évolue au poste de milieu de terrain aux SE Palmeiras.

## Biographie

### En club
Le 20 janvier 2013, il rejoint l'académie des Newell's Old Boys. Il joue son premier match avec les seniors le 25 février 2019, contre l'Atlético San Martín.

### En sélection
Avec l'équipe d'Argentine des moins de 20 ans, il participe au championnat sud-américain des moins de 20 ans en début d'année 2019. Lors de cette compétition, il joue huit matchs. Il s'illustre en inscrivant un but contre l'Uruguay, et en délivrant une passe décisive contre le Venezuela Les argentins terminent deuxième du tournoi, derrière l'Équateur. Il participe ensuite quelques mois plus tard à la Coupe du monde des moins de 20 ans organisée en Pologne. Lors du mondial junior, il joue trois matchs. L'Argentine s'incline en huitièmes de finale face au Mali, après une séance de tirs au but.

## Palmarès
- Deuxième du championnat de la CONMEBOL en 2019 avec l'équipe d'Argentine des moins de 20 ans